# Pedro Luís Guido Scarpa
Mons. Pedro Luís Guido Scarpa (7. února 1925 Benátky – 20. října 2018) byl italský římskokatolický kněz a emeritní biskup Ndalatanda v Angole a člen Řádu menších bratří kapucínů.

## Život
Narodil se 7. února 1925 v Benátkách. Po střední a základní škole vstoupil roku 1943 Řádu menších bratří kapucínů. Dne 16. listopadu 1944 složil své dočasné sliby a dne 8. prosince 1947 své doživotní sliby. Na kněze byl vysvěcen 26. března 1950.
Dne 22. července 1983 jej papež Jan Pavel II. jmenoval pomocným biskupem arcidiecéze Luanda a titulárním biskupem z Korčuli. Biskupské svěcení získal 16. října 1983 z rukou arcibiskupa Eduarda André Muacy a spolusvětiteli byli arcibiskup Fortunato Baldelli a biskup José Francisco Moreira dos Santos.
Dne 26. března 1990 jej papež ustanovil diecézním biskupem nově vzniklé diecéze Ndalatando.
Dne 23. července 2005 přijal papež Benedikt XVI. jeho rezignaci na post biskupa Ndalatanda z důvodu dosažení kanonického věku 75 let.